# Lód XV

Diagram fazowy wody w szerokim zakresie ciśnień

Lód XV – trójskośna odmiana lodu, stabilna w pośrednim zakresie ciśnień (0,8 – 1,5 GPa) i bardzo niskich temperaturach (do 130 K).

## Charakterystyka
Sieć krystaliczna takiego lodu jest bardzo podobna do lodu VI, odróżnia ją od niego uporządkowanie wiązań wodorowych. Sieć tę tworzą dwie przenikające się podsieci, niepołączone wiązaniami wodorowymi. Dipole elektryczne cząsteczek wody w obu podsieciach mają przeciwne zwroty i ich pola wzajemnie się znoszą, wobec czego kryształ jako całość jest antyferroelektrykiem. Istnienie takiej struktury przewidywano w związku z odkryciem analogicznie uporządkowanych odmian innych form lodu; deuterowany lód XV po raz pierwszy uzyskano w 2009 roku dzięki domieszkowaniu deuterowanym kwasem solnym. Gęstość takiego lodu jest większa od gęstości ciekłej wody i równa 1,3 g/cm³.
Lód XV ma punkty potrójne z lodem II i lodem VI (oceniany na 130 K, 0,8 GPa) oraz lodem VI i lodem VIII (oceniany na 130 K, 1,5 GPa).